# ضالين (فلم)
ضالين (بالإنجليزية: Strays) هو فيلم رسوم متحركة كوميدي أمريكي قادم من بطولة ويل فيرل، جيمي فوكس، ويل فورتيه، راندال بارك وآيلا فيشر. من المقرر صدوره في 9 يونيو 2023.